# Velin
Velin (med fransk eller dansk udtale) er et fint, tyndt pergament fremstillet af skind, oftest fra kalve. Ordet velin kommer af det ældre franske vélin, som betyder kalv. Velin blev anvendt i middelalderen og renæssancen til fremstilling af bøger. Det tynde fine skind, som er meget holdbart, egnede sig også godt til kort, som skal være slidstærke, og til vigtige dokumenter, som skulle være holdbare. Velin anvendes også til malerier og mimiaturer. I nyere tid er der tit tale om efterligningen, velinpapir.

## Galleri
- En side fra Codex Runicus fra omkring 1300.
- Maleri på velin fra Persien 1307; Muhammed møder englen Gabriel.
- Et portolankort af Giacomo Russo fra Messina, 1533.
- Maleri af Paul Gauguin på japansk velinpapir, 1894.

## Eksternt link
- Velin i Ordbog over det danske Sprog